# Николаевка (Песчанобродская сельская община)
Никола́евка (укр. Миколаївка) — село в Песчанобродской сельской общине Новоукраинского района Кировоградской области Украины.
До 2020 года входило в Добровеличковский район
Население по переписи 2001 года составляло 310 человек. Почтовый индекс — 27042. Телефонный код — 5253. Занимает площадь 0,691 км². Код КОАТУУ — 3521784001.